# 喀什米爾高原鰍
喀什米爾高原鰍（學名：Triplophysa kashmirensis）為輻鰭魚綱鯉形目條鰍科高原鰍屬的其中一種。被IUCN列為極危保育類動物，分布於亞洲印度及巴基斯坦的淡水流域，體長可達10.6公分，棲息在溪流底層水域，生活習性不明。

## 扩展阅读
維基物種上的相關：喀什米爾高原鰍